# The Platinum Collection (Subsonica)
The Platinum Collection è la raccolta ufficiale del gruppo torinese Subsonica che festeggia i 20 anni di carriera.

## Tracce

### CD 1
1. Tutti i miei sbagli - (musica: Max Casacci, Davide Dileo - testo: Max Casacci, Samuel Romano)
2. Lazzaro - (musica: Samuel Romano, Davide Dileo - testo: Max Casacci, Samuel Romano)
3. Discolabirinto (con Morgan) - (musica: Davide Dileo, Morgan - testo: Morgan)
4. Abitudine - (musica: Max Casacci, Samuel Romano - testo: Samuel Romano)
5. Istrice - (musica: Davide Dileo - testo: Max Casacci)
6. Specchio - (Max Casacci)
7. Up patriots to arms (con Franco Battiato) - (Franco Battiato)
8. Nuvole rapide - (musica: Davide Dileo, Roger Rama - testo: Max Casacci, Samuel Romano)
9. Il cielo su Torino - (musica: Max Casacci - testo: Max Casacci, Luca Ragagnin)
10. Eden - (musica: Davide Dileo, Max Casacci - testo: Max Casacci)
11. Cose che non ho - (Max Casacci)
12. Mammifero - (Max Casacci)
13. Corpo a corpo - (musica: Max Casacci, Samuel Romano - testo: Max Casacci, Samuel Romano)
14. L'errore - (Max Casacci)
15. Quattrodieci - (musica: Davide Dileo, Max Casacci - testo: Max Casacci)
16. La glaciazione - (musica: Max Casacci, Davide Dileo - testo: Max Casacci)

### CD 2
1. Di domenica - (musica: Davide Dileo - testo: Samuel Romano, Max Casacci)
2. Incantevole - (musica: Davide Dileo, Max Casacci - testo: Max Casacci)
3. Il diluvio - (musica: Samuel Romano, Max Casacci, Enrico Matta - testo: Max Casacci, Samuel Romano)
4. Colpo di pistola - (musica: Davide Dileo, Max Casacci - testo: Max Casacci)
5. Preso Blu - (Max Casacci)
6. Strade - (musica: Davide Dileo, Samuel Romano - testo: Samuel Romano, Max Casacci)
7. Quando - (Max Casacci, Samuel Romano)
8. Lasciati - (musica: Samuel Romano, Max Casacci - testo: Samuel Romano, Luca Ragagnin)
9. Coriandoli a Natale - (musica: Gigi Restagno - testo: Luca Ragagnin)
10. Tra gli Dei - (musica: Davide Dileo, Samuel Romano - testo: Max Casacci)
11. Il vento - (Samuel Romano)
12. Albascura - (musica: Samuel Romano, Max Casacci - testo: Max Casacci, Samuel Romano)
13. L'ultima risposta - (musica: Max Casacci, Davide Dileo - testo: Max Casacci)
14. Istantanee - (musica: Max Casacci, Davide Dileo - testo: Max Casacci)
15. Sole silenzioso - (Max Casacci)
16. Ratto - (Max Casacci)

### CD 3
1. Nuova ossessione (con Krisma) - (musica: Davide Dileo - testo: Max Casacci)
2. La funzione (con Righeira) - (Max Casacci)
3. Aurora sogna - (Max Casacci)
4. I cerchi degli alberi - (musica: Max Casacci, Davide Dileo - testo: Max Casacci)
5. L'odore - (musica: Max Casacci, Samuel Romano - testo: Samuel Romano, Luca Ragagnin, Max Casacci)
6. Benzina Ogoshi - (musica: Davide Dileo - testo: Subsonica)
7. Liberi tutti (con Daniele Silvestri) - (musica: Max Casacci - testo: Max Casacci, Samuel Romano)
8. Nei nostri luoghi - (Max Casacci)
9. Una nave in una foresta - (Samuel Romano, Max Casacci)
10. Veleno - (musica: Davide Dileo - testo: Max Casacci)
11. Gente tranquilla - (musica: Max Casacci - testo: Max Casacci, Luca Ragagnin)
12. Radioestensioni - (musica: Samuel Romano, Davide Dileo - testo: Samuel Romano, Max Casacci)
13. Salto nel vuoto (remix) - (Max Casacci)
14. Il mio D.J. - (musica: Davide Dileo, Max Casacci - testo: Max Casacci, Luca Ragagnin)
15. Vita d'altri - (Max Casacci)
16. Per un'ora d'amore (live) - (musica: Carlo Marrale, Piero Cassano - testo: Aldo Stellita)

## Formazione
- Samuel Romano - voce
- Max Casacci - chitarra, voce, programmazione, arrangiamento archi (Tutti I Miei Sbagli, Lasciati), produzione
- Davide "Boosta" Dileo - tastiere, voce, programmazione, arrangiamento archi (Tutti I Miei Sbagli)
- Enrico "Ninja" Matta - batteria, programmazione
- Luca "Vicio" Vicini - basso

### Ospiti
- Morgan - voce in Discolabirinto
- Franco Battiato - voce in Up Patriots To Arms
- Roger Rama - Disc jockey in Nuvole Rapide
- Righeira - cori in La Funzione
- Daniele Silvestri - voce in Liberi Tutti
- Claudio Coccoluto - Disc Jockey in Il Mio D.J.
- Fabio Gurian - arrangiamento archi (Tutti I Miei Sbagli)

## Classifiche
| Classifica (2016) | Posizione massima |
| ----------------- | ----------------- |
| Italia            | 47                |